# П'єтрарі (комуна, Вилча)
П'єтрарі (рум. Pietrari) — комуна у повіті Вилча в Румунії. До складу комуни входять такі села (дані про населення за 2002 рік):
- П'єтрарі (1813 осіб)
- П'єтрарій-де-Сус (1502 особи)

Комуна розташована на відстані 172 км на північний захід від Бухареста, 19 км на захід від Римніку-Вилчі, 89 км на північ від Крайови, 131 км на південний захід від Брашова.

## Населення
За даними перепису населення 2002 року у комуні проживали 3315 осіб.
Національний склад населення комуни:
| Національність | Кількість осіб | Відсоток |
| -------------- | -------------- | -------- |
| румуни         | 3312           | 99,9%    |
| угорці         | 2              | 0,1%     |
| цигани         | 1              | < 0,1%   |

Рідною мовою назвали:
| Мова      | Кількість осіб | Відсоток |
| --------- | -------------- | -------- |
| румунська | 3312           | 99,9%    |
| угорська  | 2              | 0,1%     |
| циганська | 1              | < 0,1%   |

Склад населення комуни за віросповіданням:
| Релігія       | Кількість осіб | Відсоток |
| ------------- | -------------- | -------- |
| православні   | 3305           | 99,7%    |
| баптисти      | 4              | 0,1%     |
| римо-католики | 2              | 0,1%     |
| адвентисти    | 2              | 0,1%     |
| реформати     | 1              | < 0,1%   |
| п'ятдесятники | 1              | < 0,1%   |

## Зовнішні посилання
- Дані про комуну П'єтрарі на сайті Ghidul Primăriilor